# Карл Еспен
Карл Еспен (роден на 15 юли 1982 година в Берген) е норвежки певец.

## Биография
Той е най-големият от трите деца в семейството, обичащо много музиката. Отгледан е от майка си в родния Остерьой (остров близо до Берген), където и живее цялото семейство. Малкият Карл обичал да прекарва времето си сред природата и да ходи на риболов. Майка му пеела значително и домът им не страдал от липса на музика.
Много е близък с братовчедка си Йозефин Уинтер, която е четири години по-малка от него. Като малък Карл участва в местен музикален конкурс, а в публиката са Йозефин и леля ѝ. Изпълнява „Wild World“ на Кет Стивънс и печели конкурса. Оттогава братовчедката му преследва своя музикална кариера, което е прието от самия Карл с голямо въодушевление.
Като по-млад влиза в армията и служи половин година в Косово. Занимава се професионално с дърводелство. Провежда доброволно проучвания за рака, като през нощта охранява бергенското рок заведение „Garage“.

## „Евровизия“
През август 2013 година братовчедка му решава да напише песен специално за него. Така се появява песента „Silent Storm“, която тя му представя и той веднага разбира, че това е идеалната песен. Решават да вземат участие в норвежката селекция за песенния конкурс „Евровизия 2014“, където ги спохожда успех и продължават на финал.
На 15 март 2014 година песента му печели селекцията с над 50 000 гласа и това го прави норвежкия представител на поредното издание на европейския песенен конкурс.